# Xã Atkins, Quận Towner, Bắc Dakota
Xã Atkins (tiếng Anh: Atkins Township) là một xã thuộc quận Towner, tiểu bang Bắc Dakota, Hoa Kỳ. Năm 2010, dân số của xã này là 35 người.